# Serie B 2014/2015
Soutěžní ročník Serie B 2014/15 byl 83. ročník druhé nejvyšší italské fotbalové ligy. Soutěž začala 29. srpna 2014 a skončila 22. května 2015. Účastnilo se jí 22 týmů z toho se 15 kvalifikovalo z minulého ročníku, 3 ze Serie A a 4 ze třetí ligy. Nováčci ze třetí ligy jsou: AC Perugia Calcio, Virtus Entella, Frosinone Calcio, FC Pro Vercelli 1892 a Vicenza Calcio. Klub Vicenza Calcio nahradila klub Novara Calcio, která se přihlásila do třetí ligy.

## Tabulka
| Poř. | Tým                  | Z  | V  | R  | P  | VG | OG | B  |
| ---- | -------------------- | -- | -- | -- | -- | -- | -- | -- |
| 1.   | Carpi FC 1909        | 42 | 22 | 14 | 6  | 59 | 28 | 80 |
| 2.   | Frosinone Calcio     | 42 | 20 | 11 | 11 | 62 | 49 | 71 |
| 3.   | Vicenza Calcio       | 42 | 18 | 14 | 10 | 44 | 37 | 68 |
| 4.   | Bologna FC 1909      | 42 | 17 | 17 | 8  | 49 | 35 | 68 |
| 5.   | Spezia Calcio        | 42 | 18 | 13 | 11 | 59 | 40 | 67 |
| 6.   | AC Perugia Calcio    | 42 | 16 | 18 | 8  | 49 | 40 | 66 |
| 7.   | Delfino Pescara 1936 | 42 | 16 | 13 | 13 | 69 | 55 | 61 |
| 8.   | AS Avellino 1912     | 42 | 15 | 14 | 13 | 57 | 50 | 59 |
| 9.   | AS Livorno Calcio    | 42 | 15 | 14 | 13 | 57 | 50 | 59 |
| 10.  | FC Bari 1908         | 42 | 14 | 12 | 16 | 43 | 49 | 54 |
| 11.  | Trapani Calcio       | 42 | 13 | 14 | 15 | 56 | 67 | 53 |
| 12.  | Ternana Calcio       | 42 | 13 | 12 | 17 | 36 | 47 | 51 |
| 13.  | US Latina Calcio     | 42 | 11 | 17 | 14 | 38 | 41 | 50 |
| 14.  | SS Virtus Lanciano   | 42 | 10 | 20 | 12 | 49 | 48 | 50 |
| 15.  | FC Pro Vercelli 1892 | 42 | 12 | 13 | 17 | 46 | 57 | 49 |
| 16.  | FC Crotone           | 42 | 12 | 12 | 18 | 42 | 52 | 48 |
| 17.  | Modena FC            | 42 | 10 | 17 | 15 | 37 | 39 | 47 |
| 18.  | Virtus Entella       | 42 | 10 | 17 | 15 | 37 | 52 | 47 |
| 19.  | AS Cittadella        | 42 | 9  | 17 | 16 | 47 | 56 | 44 |
| 20.  | Brescia Calcio 1     | 42 | 12 | 12 | 18 | 54 | 63 | 42 |
| 21.  | AS Varese 1910 2     | 42 | 9  | 12 | 21 | 40 | 67 | 35 |
| 22.  | Calcio Catania 3     | 42 | 12 | 13 | 17 | 59 | 60 | 49 |

Poznámky
- Z = Odehrané zápasy; V = Vítězství; R = Remízy; P = Prohry; VG = Vstřelené góly; OG = Obdržené góly; B = Body
- 1  Brescia Calcio přišla během sezóny o 6 bodů.
- 2  AS Varese 1910 přišla během sezóny o 4 body.
- 3  Calcio Catania přišla po sezóně o všechny body za sportovní podvody.

|  | Přímý postup do Serie A 2015/16 |
|  | Play off                        |
|  | Sestup do Lega Pro 2015/16      |

## Play off
Boj o postupující místo do Serie A.

### Předkolo
AC Perugia Calcio – Delfino Pescara 1936 1:2
Spezia Calcio – AS Avellino 1912 1:2

### Semifinále
Delfino Pescara 1936 – Vicenza Calcio 1:0 a 2:2
AS Avellino 1912 – Bologna FC 1909 0:1 a 3:2

### Finále
Delfino Pescara 1936 – Bologna FC 1909 0:0 a 1:1
Poslední místo pro postup do Serie A 2015/16 získal tým Bologna FC 1909